# San Bernardino Verbano

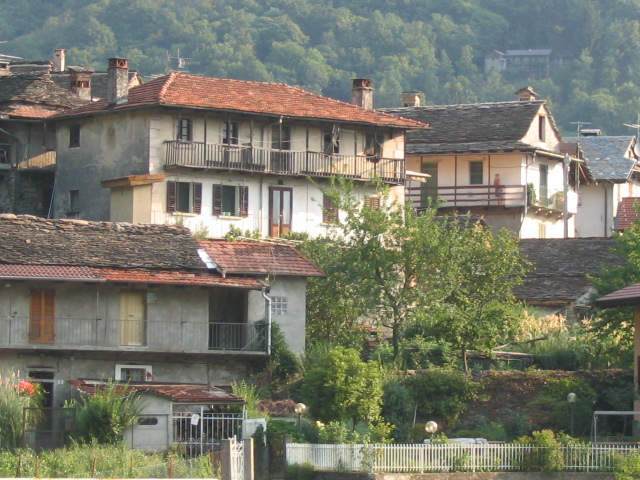
Die Fraktion Rovegro

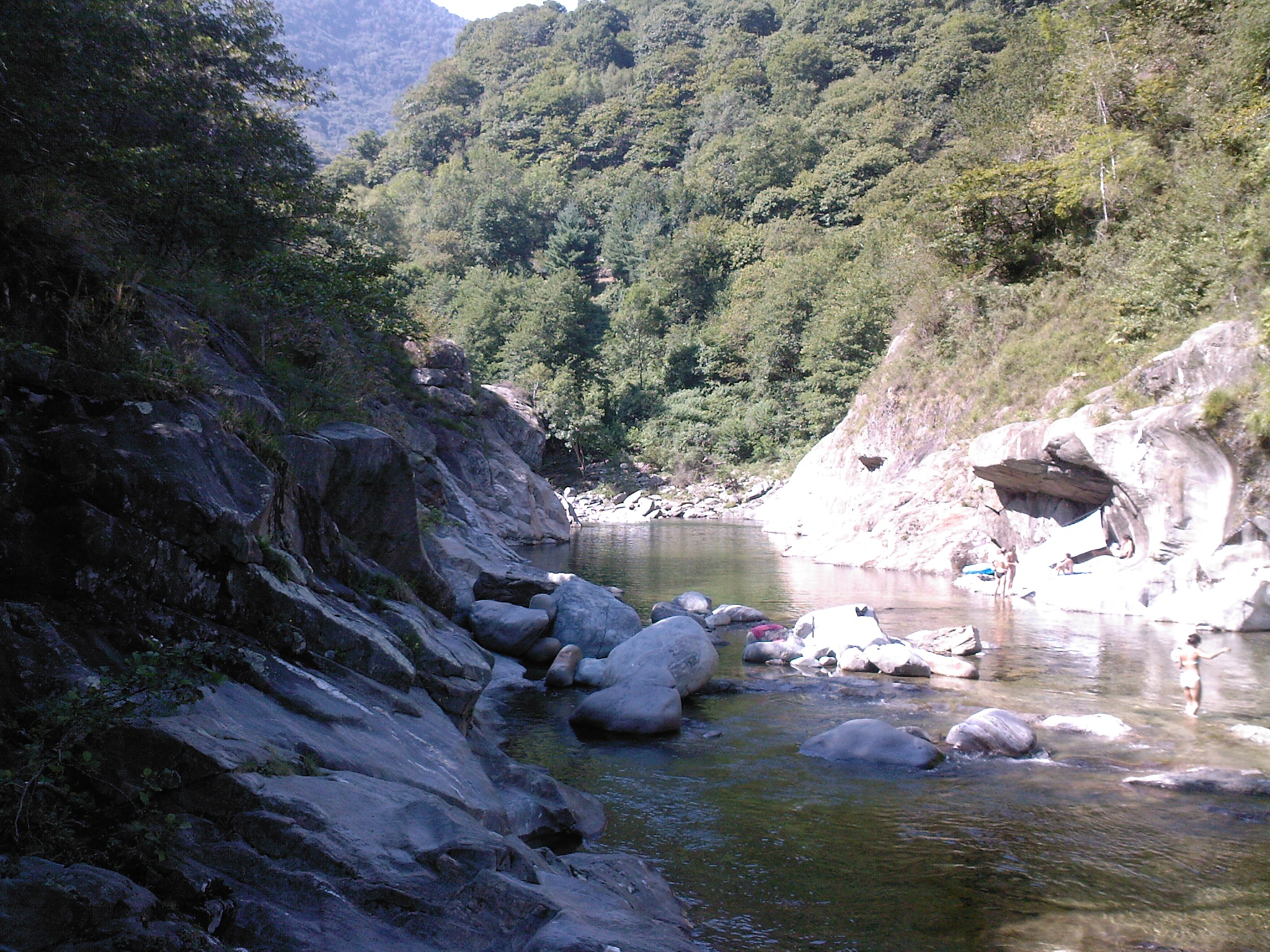
Der San Bernardino

San Bernardino Verbano ist eine Gemeinde in der italienischen Provinz Verbano-Cusio-Ossola (VB) in der Region Piemont.

## Lage und Einwohner
Die Gemeinde San Bernardino Verbano liegt 7 km nordwestlich von der Provinzhauptstadt Verbania, oberhalb des Lago Maggiore.  Ein Teil des Gemeindegebietes, welches eine Fläche von 26 km² umfasst, liegt im Nationalpark Parco nazionale della Val Grande. Die Gemeinde hat 1254 Einwohner (Stand am 31. Dezember 2023).
Die Nachbargemeinden sind Cossogno, Mergozzo, Premosello-Chiovenda und Verbania.

## Geschichte
Der Ortsname leitet sich vom Namen des Flusses San Bernardino ab, der das Gebiet durchquert, und dieser leitet ihn wiederum von der gleichnamigen Kirche ab, die sich in der Nähe seiner Mündung in den See, nicht weit von Intra entfernt, befindet. Seine Verfassung als Verwaltungseinheit ist sehr neu. Tatsächlich geht der Zusammenschluss der drei kleinen Gemeinden Bieno, Santino und Rovegro unter dieser einzigen Gemeinde auf den 13. September 1928 zurück. Sowohl in Bieno als auch in Rovegro wurden archäologische Funde aus der Römerzeit gefunden, die die Existenz menschlicher Siedlungen einer bestimmten Größe an diesen Orten belegen, die in einigen Fällen der eigentlichen römischen Herrschaft vorausgingen.
Im Mittelalter war das gesamte Gebiet der Herrschaft der Familie De Castello unterworfen, deren Nachfolger zunächst die Einwohner von Novara und dann die Viscontis, die Herren von Mailand, waren. Filippo Maria Visconti war für die Belehnung dieser Ländereien an die Familie Moriggia verantwortlich, die bis 1558 alle Rechte an Rovegro behielt, während Santino und Bieno bereits 1466 unter die Macht der Borromei gelangten. Das Schicksal der drei Gemeinden konnte erst im 20. Jahrhundert durch die Verwaltungsfusion von 1928 wieder vereint werden.
Da das Dorf in eine tragische Razzia im Juni 1944 verwickelt war, wurde an einer Wand der Forststation eine Gedenktafel für Maria Peron, eine Partisanen-Krankenschwester, angebracht.

## Sehenswürdigkeiten
- Die Pfarrkirche Sant’Antonio Abate, ursprünglich ein kleines Oratorium aus dem 16. Jahrhundert, das später umgebaut wurde vergrößert.
- Das Heiligtum der Madonna del Patrocinio aus dem 18. Jahrhundert.
- Die Pfarrkirche San Gaudenzio, erbaut im 17. Jahrhundert.
- Die Pfarrkirche Purificazione, erbaut im 18. Jahrhundert auf den Fundamenten einer älteren Kirche.